# Wapen van paus Johannes Paulus II

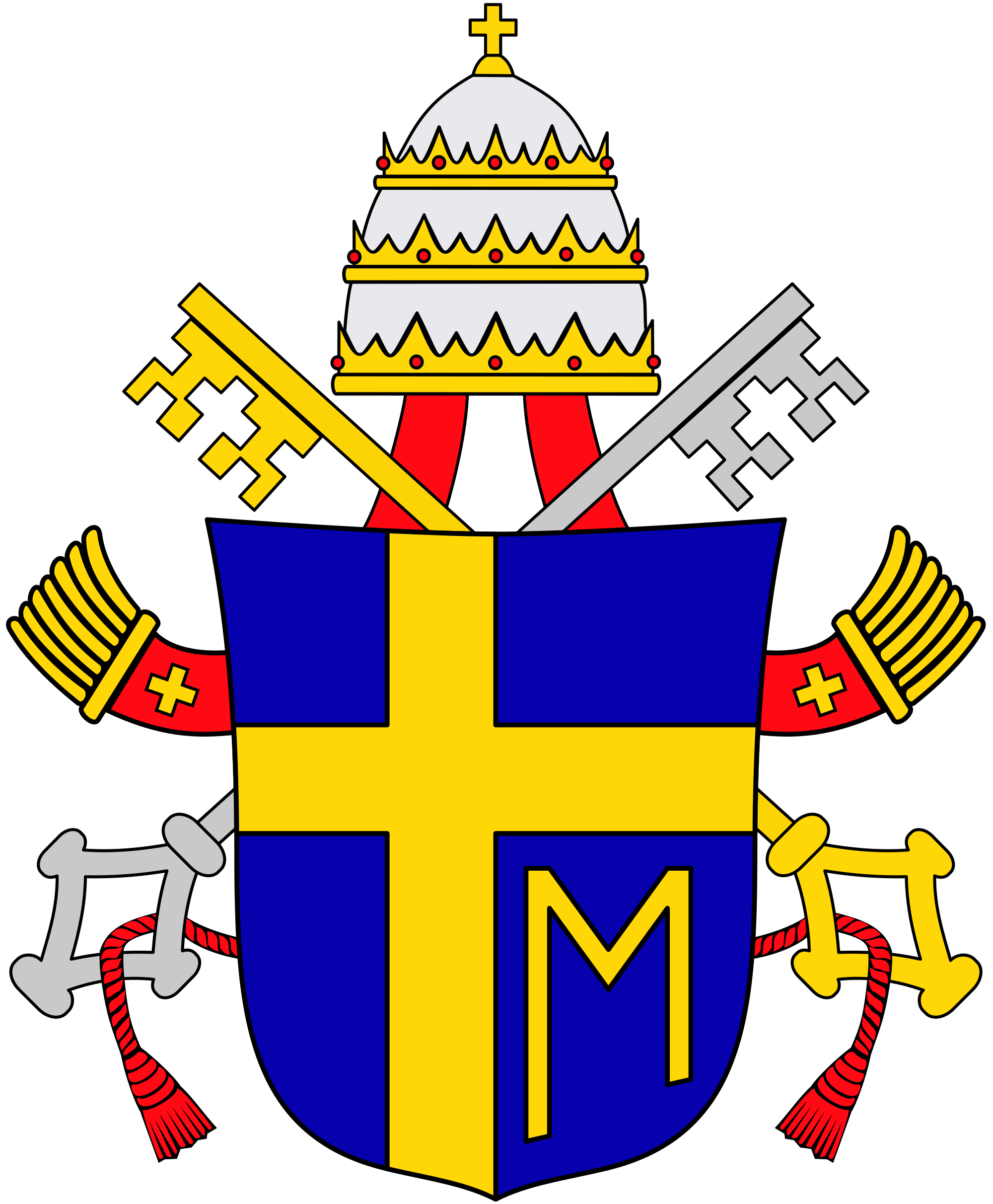
Het wapen van Johannes Paulus II

Het wapen van Aartsbisschop Wojtilla van Krakow

Johannes Paulus II heeft, evenals zijn voorganger Johannes Paulus I de tiara nooit gedragen maar heeft wel het al sinds de middeleeuwen gebruikelijke Pauselijk wapen, mét de tiara, gevoerd.
De Pauselijke rang wordt door deze Tiara en de sleutels van de Heilige Petrus uitgedrukt.
Het schild is na de pausverkiezing weinig veranderd. Er was kritiek op het wapenschild; in West-Europa was men niet gewend aan grote letters en teksten op wapens. In Polen, waar Karol Józef Wojtyła zijn carrière binnen de kerk maakte zijn dergelijke letters daarentegen gebruikelijk. De "M" staat voor Maria en werd door de vrome Maria-vereerder Wojtyła gekozen om zijn devotie uit te drukken.
De kerkelijke heraldicus Bruno Bernard Heim heeft dit wapen ontworpen. Twee uur na de verkiezing van de nieuwe paus kreeg hij opdracht om een nieuw wapen te ontwerpen. Het wapen van de kardinaal-aartsbisschop van Krakow was niet gepubliceerd in de Annuario Pontificio (de Vaticaanse staatsalmanak) van dat jaar en bleek na enig speuren "een donkerblauw schild beladen met een Latijns kruis dexter van het midden en de zwarte letter "M" op de schildvoet sinister in de arm van het kruis" te zijn. Heim was gekant tegen het gebruik van letters in wapens en had daartegen ook geageerd in zijn boek "Kerkelijke Heraldiek". Daarin werd opgemerkt dat een bijzondere devotie voor de maagd Maria ook in de vorm van een ster (Stella Maris) of roos (Mystieke Roos) of andere beeldspraak uit litanieën tot uitdrukking kan worden gebracht.
De geboren Zwitser Heim had de Zwitserse heraldische traditie waarin letters ook voorkomen buiten beschouwing gelaten. De heraldisch ongelukkige kleurstelling zwart op blauw werd met instemming van de nieuwe paus gewijzigd; de wapenfiguren werden van goud maar verder weigerde de paus iets te wijzigen omdat hij zijn godsdienstige gevoelens belangrijker vond dan esthetiek en door het vasthouden aan zijn wapen ook duidelijk wilde laten zien dat hij nog steeds de strijdbare Poolse priester van weleer was.